# Taràssivka (Djankoi)
|  | Per a altres significats, vegeu «Taràssivka». |

Taràssivka (en (ucraïnès) Тарасівка, en rus: Тарасовка) és un poble de la República Autònoma de Crimea a Ucraïna, que el 2014 no tenia cap habitant. Pertany al districte rural de Djankoi. Fins al 1948 la vila es deia Toi-Tebé.